# Stazione di Kami-Horomui
La stazione di Kami-Horomui (上幌向駅?, Kami-Horomui-eki) è una stazione della città di Iwamizawa, in Hokkaidō, Giappone, situata sulla linea principale Hakodate.

## Struttura
La stazione è dotata una banchina a isola centrale.
| 1 | ■ Linea principale Hakodate | per Sapporo e Otaru      | per Sapporo e Otaru      |
| 2 | ■ Linea principale Hakodate | per Iwamizawa e Takikawa | per Iwamizawa e Takikawa |

## Stazioni adiacenti
| «                         | Servizio                  | »                         |
| Linea principale Hakodate | Linea principale Hakodate | Linea principale Hakodate |
| ------------------------- | ------------------------- | ------------------------- |
| Horomui                   | Tutti i treni             | Iwamizawa                 |